# Norbury (Derbyshire)
Norbury – wieś w Anglii, w Derbyshire. Leży 23,3 km od miasta Derby, 24,5 km od miasta Matlock i 201 km od Londynu. Norbury jest wspomniana w Domesday Book (1086) jako Nordberie/Nortberie.